# 龙晋
龙晋（1421年—？），字遵敘，江西吉水人，南京水軍右衛軍籍，明朝政治人物。进士出身。

## 生平
景泰四年（1453年）癸酉科應天府鄉試第六十五名。景泰五年（1454年）會試登第二百八十七名，殿試第二甲第一百一十七名。六年八月选授試監察御史，七年八月實授。天顺元年（1457年）四月以不达宪体，改任直隶嘉定县知县。有善政，巡抚都御史刘孜举荐，天顺八年四月升徽州府知府，成化五年（1469年）起补常州知府，十年致仕。